# Kylie McKenzie
Kylie McKenzie (* 21. März 1999) ist eine US-amerikanische Tennisspielerin.

## Karriere
McKenzie spielt bisher vor allem Turniere auf der ITF Women’s World Tennis Tour, wo sie bislang noch keine Titel gewinnen konnte.
Ihr erstes Profiturnier bestritt sie im Februar 2014 in Rancho Santa Fe. Im selben Jahr erhielt McKenzie eine Wildcard für das Juniorinneneinzel der US Open 2014, wo sie aber bereits in der ersten Runde gegen Olha Fridman mit 1:6 und 2:6 verlor. Im selben Jahr wurde sie auch nationaler Meister der USTA bei den U16.
Beim Juniorinneneinzel der US Open 2015 stand McKensie nach Siegen über Emilie Francati, Anna Blinkowa und Valentini Grammatikopoulou im Viertelfinale, wo sie sich Fanny Stollár in drei Sätzen mit 2:6, 6:3 und 3:6 geschlagen geben musste.
2016 erhielt sie abermals eine Wildcard für das Juniorinneneinzel bei den US Open, wo sie bis ins Achtelfinale vorrücken konnte, ehe sie an ihrer Landsfrau Kayla Day mit 3:6 und 2:6 scheiterte.
Zusammen mit Desirae Krawczyk erreichte McKenzie im Oktober 2016 bei der mit 50.000 US-Dollar dotierten Copperwynd Pro Women’s Challenge das Halbfinale im Doppel, wo sie der Paarung Samantha Crawford und Melanie Oudin knapp in drei Sätzen mit 4:6, 6:4 und [8:10] unterlagen.

## Persönliches
Kylie McKensie wohnt in Anthem, Arizona.